# Infrastructură

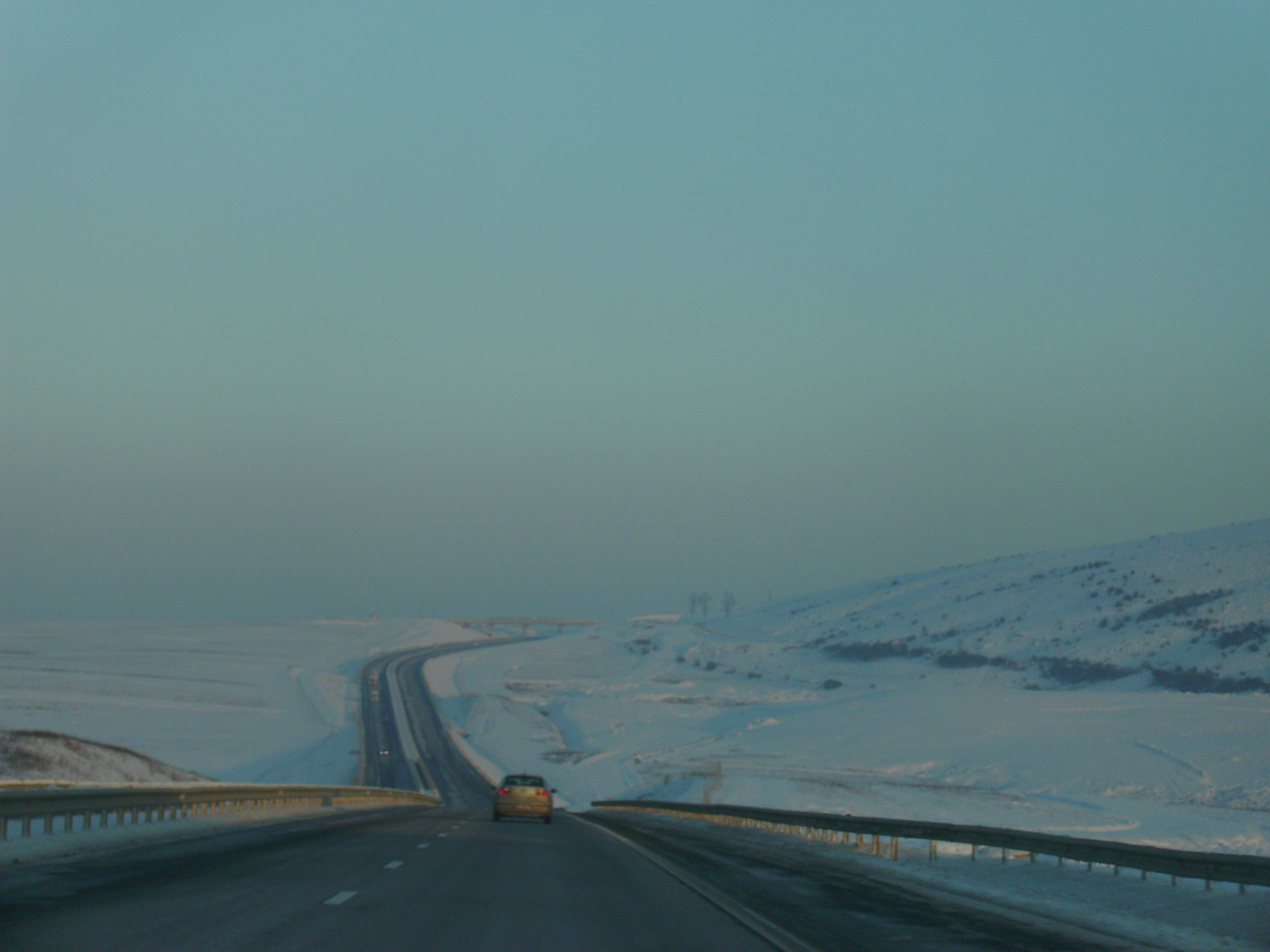
Autostrada 3 Transilvania

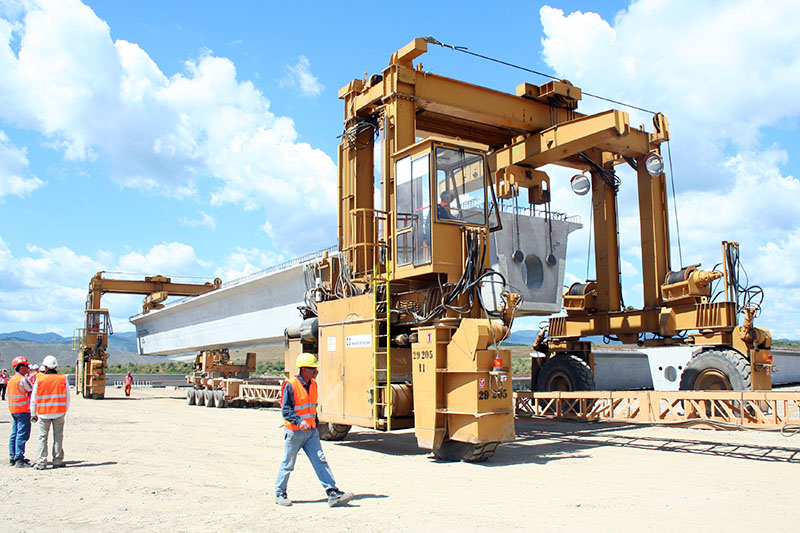
Încarcarea unei grinzi pretensionate tip U pe trailer, Autostrada Transilvania, iulie 2008

Infrastructura este setul de facilități și sisteme care deservesc o țară, un oraș sau o altă zonă, este structura, și componentele sau elementele de bază necesare într-un domeniu de activitate, cum ar fi:
- funcționarea unei societăți umane (legi, rețele circulație și comunicație, oficii de muncă, școli, ferme, filozofi, ...)
- la construcții (fundamentul este structura de rezistență) dar este nevoie de rețele de utilități publice (alimentare cu apa, rețele de termoficare, rețele de gaz, canalizare, rețele electrice, etc.), eliminarea deșeurilor și alte sisteme de comunicații, (acces la internet);.
- la întreprinderi (management, achiziții, depozit, contabilitate, forța de muncă);
- la transporturi (elementele constitutive ale unei rețele feroviare, aeronautice, rutiere etc.) și multe altele.

În general, infrastructura a fost definită ca „componentele fizice ale sistemelor interconectate care furnizează bunuri și servicii esențiale pentru a permite, susține sau îmbunătăți condițiile de viață ale societății ” și pentru a menține mediul înconjurător.. 
Mai reprezinta și sistemul de facilități, echipamente și servicii necesare operării unei organizații.